# Prix littéraires 1972
Liste des prix littéraires décernés au cours de l'année 1972 :

## Prix internationaux
- Prix Nobel de littérature : Heinrich Böll (Allemagne)[1]
- Grand prix de littérature du Conseil nordique : Karl Vennberg (Suède) pour Sju ord på tunnelbanan
- Grand prix littéraire d'Afrique noire : Henri Lopès (République du Congo) pour Tribaliques.
- Prix des Mascareignes : Jean Fanchette (Maurice) pour Psychodrame et théâtre moderne
- Neustadt International Prize for Literature : Gabriel García Márquez (Colombie)

## Allemagne
- Prix Georg-Büchner : Elias Canetti[2]

## Belgique
- Prix Victor-Rossel : Irène Stecyk pour Une Petite femme aux yeux bleus

## Canada
- Grand prix du livre de Montréal : Victor-Lévy Beaulieu pour Les Grands-pères
- Prix Athanase-David : Hubert Aquin
- Prix du Gouverneur général :
  - Catégorie « Romans et nouvelles de langue anglaise » : Robertson Davies pour The Manticore (Le lion avait un visage d'homme)
  - Catégorie « Romans et nouvelles de langue française » : Antonine Maillet pour Don l'Orignal
  - Catégorie « Poésie ou théâtre de langue anglaise » : Dennis Lee pour Civil Elegies and Other Poems
  - Catégorie « Poésie ou théâtre de langue française » : Gilles Hénault pour Signaux pour les voyants
  - Catégorie « Études et essais de langue anglaise » : John Newlove pour Lies
  - Catégorie « Études et essais de langue française » : Jean Hamelin et Yves Roby pour Histoire économique du Québec 1851-1896
- Prix Jean-Hamelin : Jacques Ferron pour Les roses sauvages[3]

## Chili
- Prix national de Littérature : Edgardo Garrido (es) (1888-1976)

## Corée du Sud
- Prix de l'Association des poètes coréens : Jeong Han-mo et Heo Young-ja
- Prix de littérature contemporaine (Hyundae Munhak) :
  - Catégorie « Poésie » : Kim Yeong-tae pour 鉛筆畵 몇점
  - Catégorie « Roman » : Choi In-ho  pour 「處世術槪論」「他人의 房」
  - Catégorie « Drame » : Oh Taeseok pour 移植手術
  - Catégorie « Critique » : Kim Gyoseon pour 東仁 문학의 근대성의 저변
- Prix Poésie contemporaine : Cho Yeong-seo
- Prix Woltan : Park Kyung-ni pour La terre

## Danemark
- Prix Hans Christian Andersen : Scott O'Dell (USA)[4]

## Espagne
- Prix Nadal : José María Carrascal, pour Groovy
- Prix Planeta : Jesús Zárate, pour La cárcel
- Prix national de Narration : Non décerné
- Prix national de poésie : Manuel Ríos Ruiz (es), pour El Oboe
- Prix Adonáis de Poésie : José Luis Alegre Cudós (es), pour Abstracción de Mío Cid con Cid Mío
- Prix d'honneur des lettres catalanes : Salvador Espriu
- Prix de la critique Serra d'Or :
  - Alexandre Cirici i Pellicer, pour Miró llegit, essai.
  - Joan Coromines, pour Lleures i converses d'un filòleg, essai.
  - Manuel de Pedrolo, pour Situació analítica, roman.
  - Salvador Espriu, pour Setmana Santa, recueil de poésie.
  - Tomàs Pàmies i Pla (ca) et Teresa Pàmies, pour Testament a Praga, œuvre narrative non fiction.

## États-Unis
- National Book Award : 
  - Catégorie « Fiction » : Flannery O'Connor pour The Complete Stories
  - Catégorie « Essais - Arts et Lettres » : Charles Rosen pour The Classical Style: Haydn, Mozart, Beethoven (Le Style classique. Haydn, Mozart, Beethoven)
  - Catégorie « Essais - Biographie » : Joseph P. Lash pour Eleanor and Franklin
  - Catégorie « Essais - Histoire » : Allan Nevins pour The Organized War, 1863-1864 et The Organized War to Victory, 1864-1865 (Ordeal of the Union, vol. 7 et 8)
  - Catégorie « Essais - Philosophie et Religion » : Martin E. Marty pour Righteous Empire: The Protestant Experience in America
  - Catégorie « Essais - Sciences » : George L. Small pour The Blue Whale
  - Catégorie « Poésie » : Frank O'Hara pour The Collected Poems of Frank O'Hara et Howard Moss pour Selected Poems
- Prix Hugo :
  - Prix Hugo du meilleur roman : Le Monde du fleuve (To Your Scattered Bodies Go) par Philip José Farmer
  - Prix Hugo du meilleur roman court : La Reine de l'air et des ténèbres (The Queen of Air and Darkness) par Poul Anderson
  - Prix Hugo de la meilleure nouvelle courte : Lune inconstante (Inconstant Moon) par Larry Niven
- Prix Locus :
  - Prix Locus du meilleur roman : L'Autre Côté du rêve (The Lathe of Heaven) par Ursula K. Le Guin
  - Prix Locus de la meilleure nouvelle : La Reine de l'air et des ténèbres (The Queen of Air and Darkness) par Poul Anderson
  - Prix Locus du meilleur recueil de nouvelles : World's Best Science Fiction: 1971 par Donald A. Wollheim et Terry Carr, éds.
- Prix Nebula :
  - Prix Nebula du meilleur roman : Les Dieux eux-mêmes (The Gods Themselves) par Isaac Asimov
  - Prix Nebula du meilleur roman court : Face à face avec Méduse (A Meeting with Medusa) par Arthur C. Clarke
  - Prix Nebula de la meilleure nouvelle longue : Le Chant du barde (Goat Song) par Poul Anderson
  - Prix Nebula de la meilleure nouvelle courte : Lorsque tout changea (When it Changed) par Joanna Russ
- Prix Pulitzer :
  - Catégorie « Fiction » : Wallace Stegner pour Angle of Repose (Angle d'équilibre)
  - Catégorie « Biographie et Autobiographie » : Joseph P. Lash pour Eleanor and Franklin
  - Catégorie « Essai » : Barbara W. Tuchman pour Stilwell and the American Experience in China, 1911–45
  - Catégorie « Histoire » : Carl N. Degler pour Neither Black nor White
  - Catégorie « Poésie » : James Wright pour Collected Poems
  - Catégorie « Théâtre » : non décerné

## Finlande
- Prix Aleksis-Kivi : Veijo Meri
- Prix Kalevi-Jäntti : non décerné
- Prix Eino-Leino : Raoul Palmgren
- Prix national de littérature : Bo Carpelan pour Rösterna i den sena timmen, Jörn Donner pour Sommar av kärlek och sorg, Jörn Donner pour Sommar av kärlek och sorg, Eila Pennanen pour Himmun rakkaudet, Kalle Päätalo pour Huonemiehen poika, Paavo Rintala pour Viapori 1906, Pentti Saaritsa pour Jäsenkirjan lisälehdet
- Prix littéraire de la ville de Tampere : Kalle Päätalo pour Tammettu virta, Hannu Salama pour Siinä näkijä missä tekijä
- Prix Tollander : Karin Allardt Ekelund
- Prix Rudolf-Koivu : Heikki Toivola pour The Hole Story - Läpinäky
- Prix Topelius : Margareta Keskitalo pour Liukuhihnaballadi
- Prix Mikael-Agricola : Miriam Polkunen
- Médaille Anni-Swan : non décerné
- Prix d'écriture Juhana-Heikki-Erkko : Merja Huttunen
- Prix Juhana-Heikki-Erkko : Merja Huttunen pour Hello love
- Médaille Kiitos kirjasta : Christer Kihlman pour Ihminen joka järkkyi
- Prix Arvid-Lydecken : Asko Kaikusalo pour Hiiristoori
- Prix Kaarle : non décerné

## France
- Grand prix du roman de l'Académie française : Patrick Modiano, Les Boulevards de ceinture, Gallimard
- Prix Femina : Roger Grenier, Ciné-roman, Gallimard
- Prix Goncourt : Jean Carrière, L'Épervier de Maheux, J. Pauvert
- Prix Médicis : Maurice Clavel, Le Tiers des étoiles, Grasset
- Prix Médicis étranger : Cobra de Severo Sarduy (Seuil)
- Prix Renaudot : Christopher Frank, La Nuit américaine, Paris, Éditions du Seuil
- Prix Interallié : Georges Walter, Des vols de Vanessa
- Prix des libraires : Abraham de Brooklyn de Didier Decoin, Seuil
- Prix des Deux Magots : Shit, Man ! d'Alain Chedanne, Gallimard
- Prix du Quai des Orfèvres : Pierre-Martin Perreaut pour Trop, c'est trop !
- Prix du Roman populiste : Clément Lépidis pour Le Marin de Lesbos
- Prix mondial Cino-Del-Duca : Victor Weisskopf

## Italie
- Prix Strega : Giuseppe Dessì, Paese d'ombre (Mondadori) - traduction française Suzanne Charre et Christine Grillon, Actes sud, Arles
- Prix Bagutta : Anna Banti, Je vous écris d'un pays lointain (Mondadori)
- Prix Campiello : Mario Tobino, Per le antiche scale
- Prix Napoli : Saverio Strati, Noi lazzaroni, (Mondadori)
- Prix Viareggio : Romano Bilenchi, Il bottone di Stalingrado

## Monaco
- Prix Prince-Pierre-de-Monaco : Marguerite Yourcenar

## Royaume-Uni
- Prix Booker : John Berger pour G. (G.)
- Prix James Tait Black :
  - Fiction : John Berger pour G. (G.)
  - Biographie : Quentin Bell pour Virginia Woolf
- Prix WH Smith : Kathleen Raine pour The Lost Country
- Prix John-Llewellyn-Rhys : The Albatross de Susan Hill
- Médaille Carnegie : Richard Adams pour Les Garennes de Watership Down
- Prix Rose-Mary-Crawshay : Valerie Eliot (en) pour son édition des fac-similé de La Terre vaine de T. S. Eliot
- Prix Somerset-Maugham : Gillian Tindall pour Fly Away Home